# Гриф (замок)
Замок Гриф (пол. Zamek Gryf, нем. Greiffenstein) — один из памятников средневековой рыцарской архитектуры Нижней Силезии.
Замок находится в деревне Прошувка в гмине Грыфув-Слёнский в Львувецком повяте Нижнесилезского воеводства Польши. 
Построил его в XIII веке, на месте городища племени бобжанов, князь Конрад II Горбатый из силезской ветви династии Пястов. Дважды осаждали его Шведы — в 1639 году он защитился, но добыли его в 1645. В 1799 году частично разобрали крепость и с тех пор остаётся в разрушении.

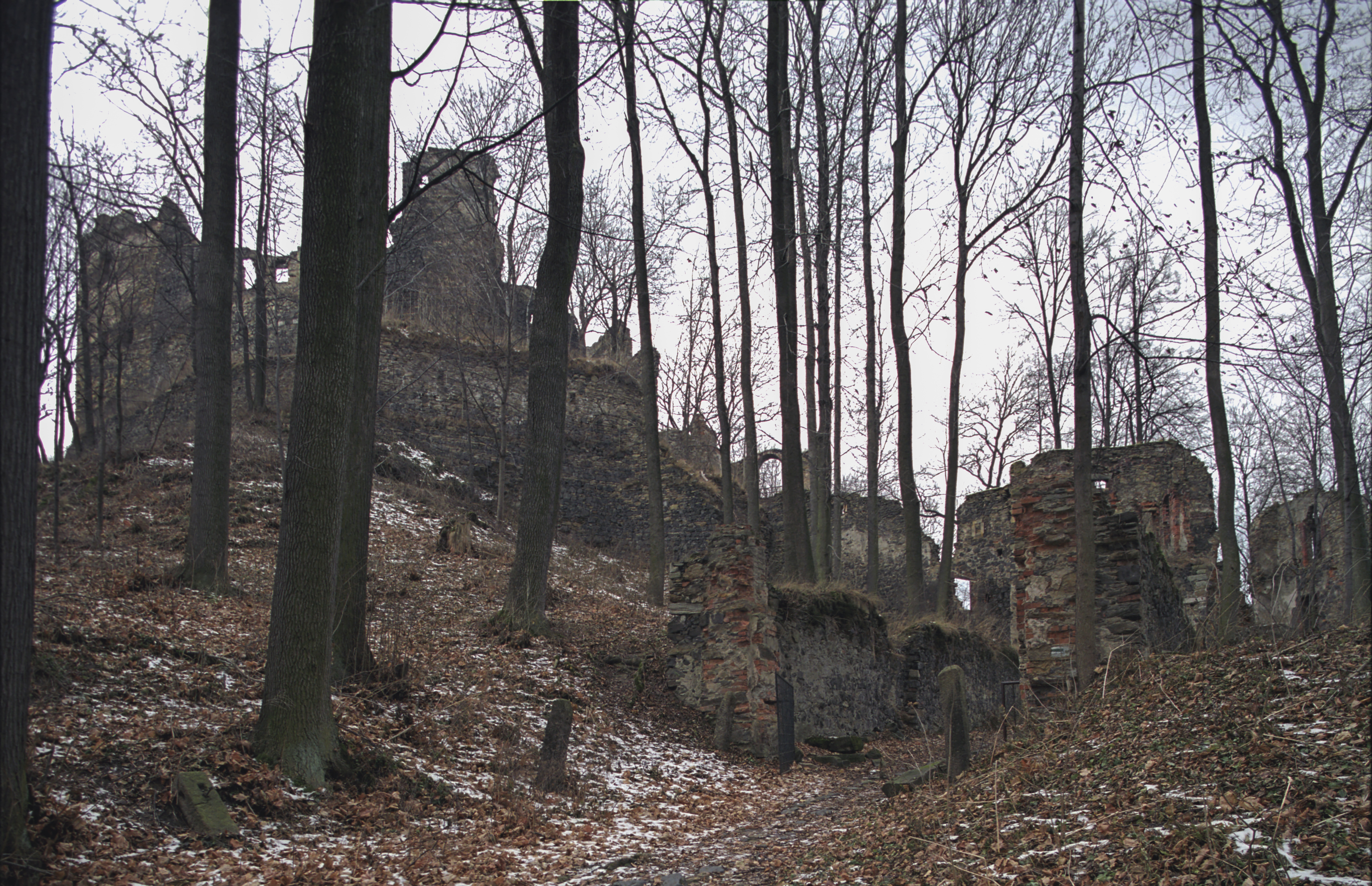
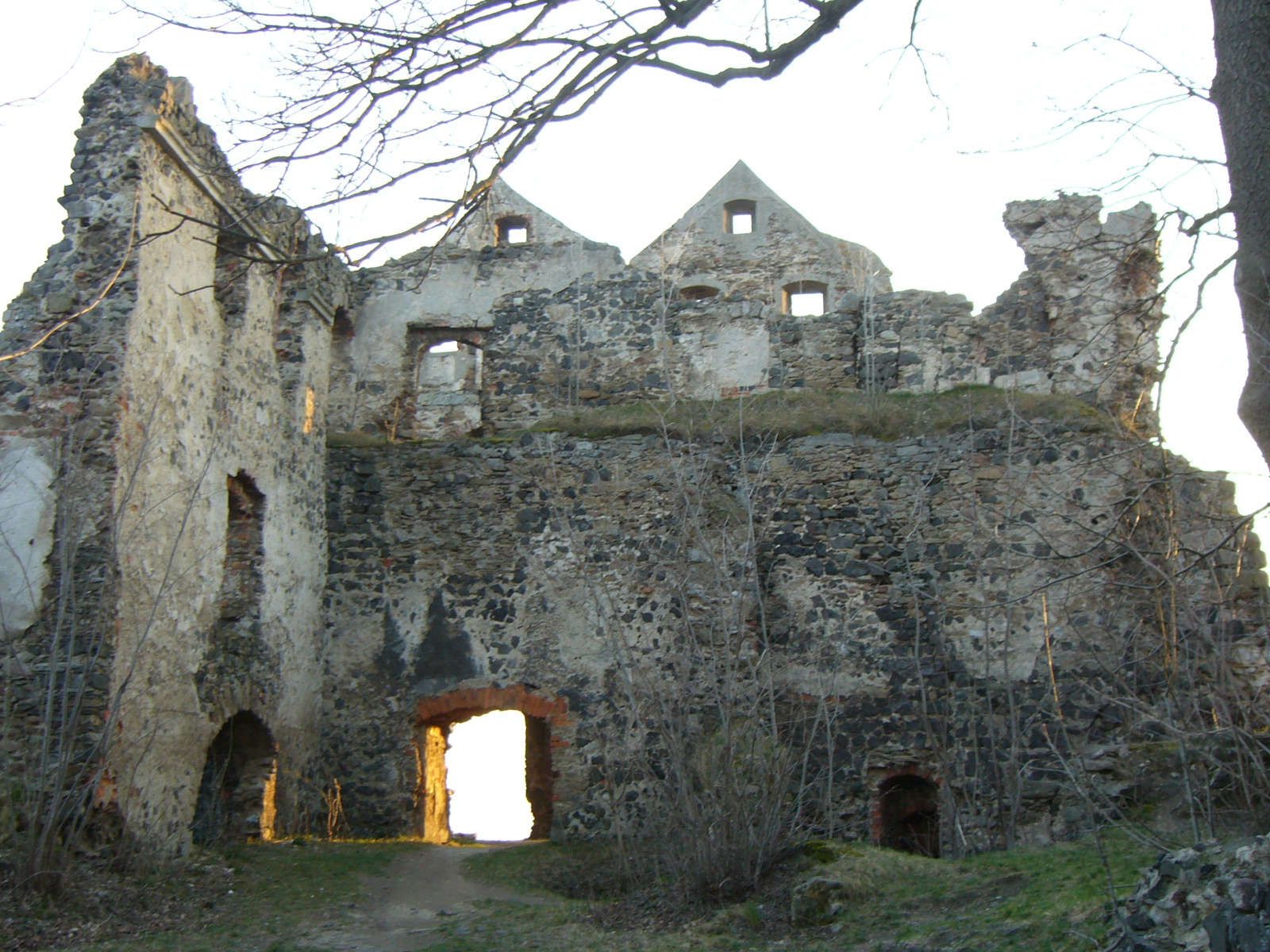
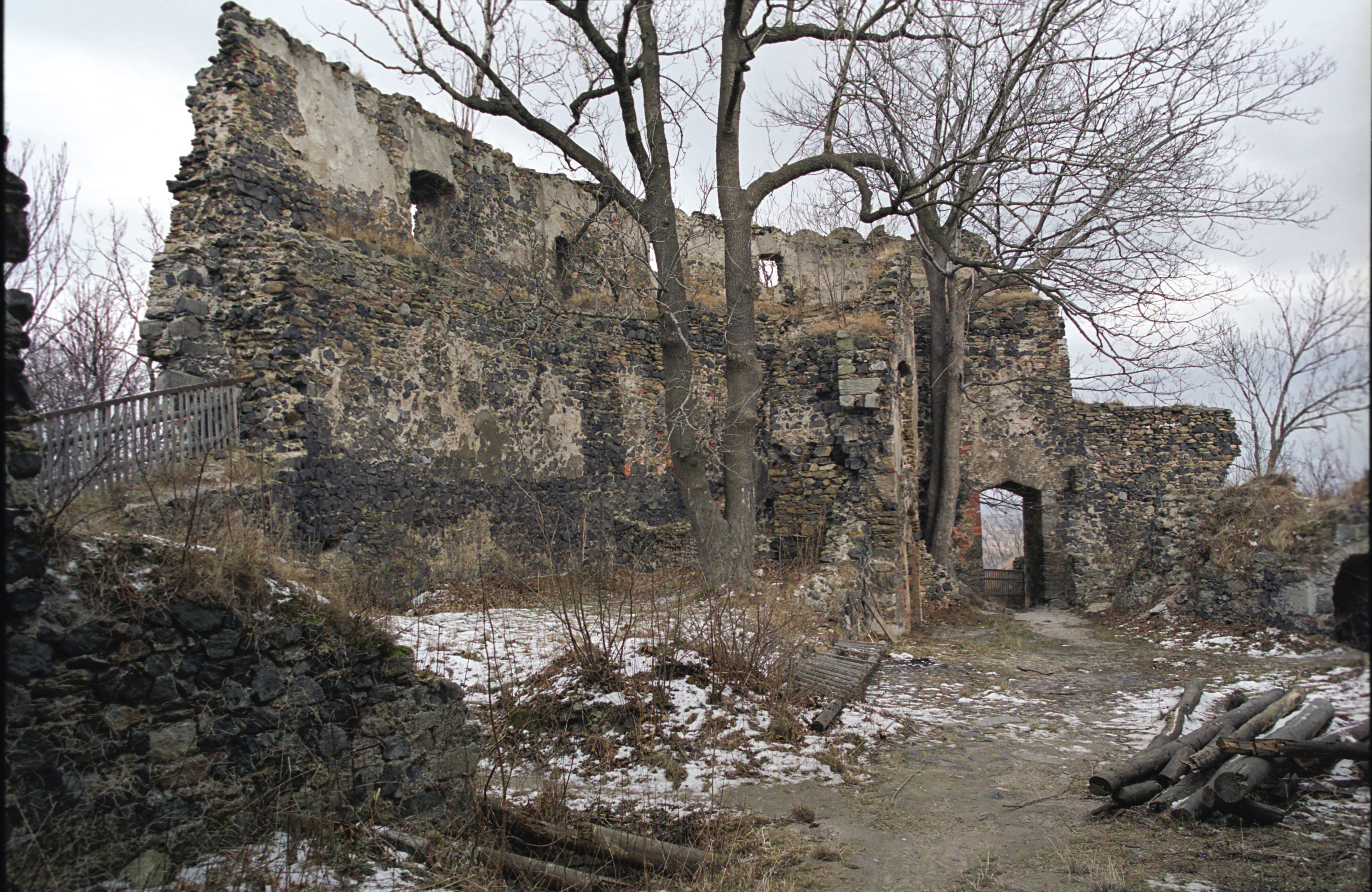